# Alliances (Les Mondes de Thorgal)
Pour les articles homonymes, voir Alliances.
Alliances est le quatrième tome de la série de bande dessinée Les Mondes de Thorgal - Kriss de Valnor, dont le scénario a été écrit par Yves Sente et les dessins réalisés par Giulio De Vita. L'album fait partie d'une série parallèle (Les Mondes de Thorgal) qui suit les aventures de personnages marquants de la série.

## Synopsis
Kriss de Valnor, reine du Nord-Levant, rencontre le roi Taljar, et lui dévoile qu'elle sait qu'il est Jolan.
Ses trois Gouverneurs ne sont autres que Draye, Ingvild et Xia.
Arlac, le dernier des compagnons de Jolan ayant relevé le défi de Manthor, est le fils d'un vassal de l'empereur Magnus. Il a quitté les autres car il ne voulait pas combattre les siens aux côtés des Vikings.
Diverses traîtrises se jouent pour chasser Kriss du trône du Nord-Levant.
Mais afin d'assurer celui-ci, Kriss et Jolan décident de se marier pour réunir à eux deux toutes les conditions pour régner et ainsi rester en conformité avec les lois des Vikings.
Mais le peuple n'est pas content d'avoir un roi masqué. Et l'ennemi est à l'horizon en la personne de l'empereur Magnus que Jolan et son armée vont devoir affronter.

## Publications
- Le Lombard, octobre 2013,  (ISBN 978-2803631292)